# 阿韦讷绍苏瓦
阿韦讷绍苏瓦（法語發音：[avɛn ʃoswa]）是法国上法蘭西大區索姆省的一个市镇，属于阿布维尔区。该市镇2009年时的人口为64人。

## 人口
阿韦讷绍苏瓦人口变化图示
| 数据来源：INSEE |